# Mentor (satelita)

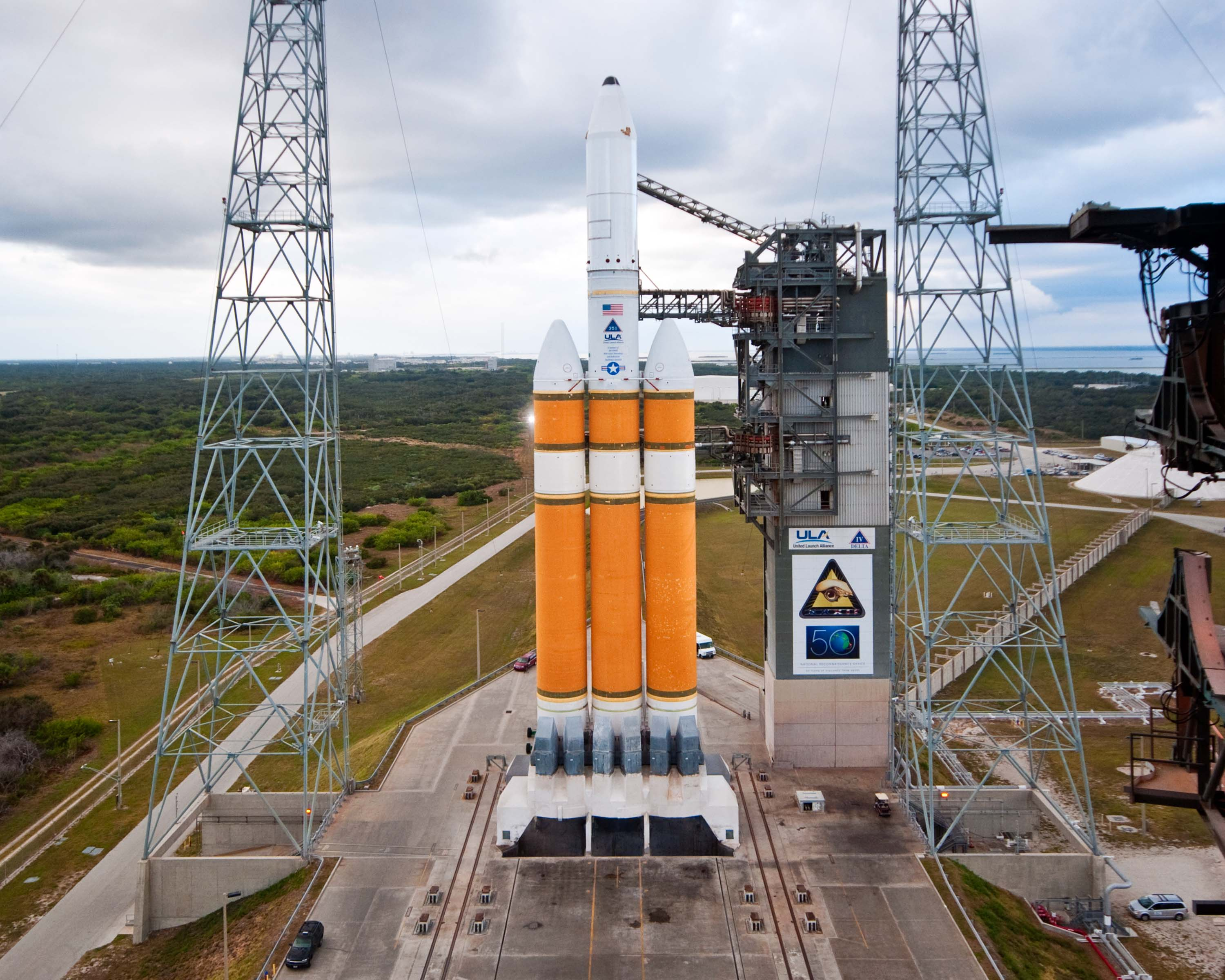
Rakieta Delta IV z satelitą NRO L-32, domniemanym satelitą Mentor 5

Mentor (również: Advanced Orion) – seria siedmiu amerykańskich ciężkich wojskowych satelitów zwiadu elektronicznego. Zastąpiły satelity Magnum/Orion. Zostały wyniesione przez US Air Force dla National Reconnaissance Office i CIA, przeznaczone są do zbierania sygnałów łącznościowych w celach wywiadowczych. Misje pozostają ściśle tajne.

## Budowa

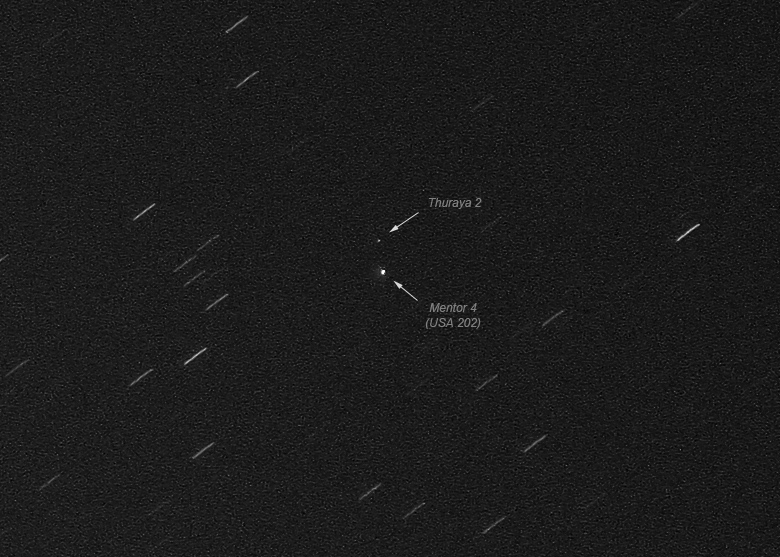
Satelity USA-202 (Mentor 4) i cywilny Thuraya 2 widziane z Ziemi

Masę satelity szacuje się na około 5200 kilogramów. Podobnie jak satelity Mercury, wyposażone są najpewniej w dużą antenę reflektorową, o średnicy nawet 100 metrów. Szef NRO, Bruce Carlson, określił wystrzelonego w 2010 satelitę Mentor 5 jako największego satelitę na świecie pod względem rozmiaru anteny. Nie jest znany producent statków. Satelity zostały wyniesione na orbity geostacjonarne.

## Satelity
1. Mentor 1 (USA 110) – wystrzelony 14 maja 1995, pozycja 127°E[3]
2. Mentor 2 (USA 139/NROL-6) – wystrzelony 8 maja 1998, pozycja 14,5°W (od 2009; wcześniej 44°E)[3]
3. Mentor 3 (USA 171/NROL-16) – wystrzelony 9 września 2003, pozycja 95,5°E[3]
4. Mentor 4 (USA 202/NROL-26) – wystrzelony 18 stycznia 2009, pozycja 44°E[3]
5. Mentor 5 (USA 223/NROL-32) – wystrzelony 21 listopada 2010, pozycja 100,9°E[4]
6. Mentor 6 (USA 237/NROL-15) – wystrzelony 29 czerwca 2012, pozycja 60°E[5]
7. Mentor 7 (USA 268/NROL-37) – wystrzelony 11 czerwca 2016, pozycja 104°E[6]